# Pfarrdorf
Ein Pfarrdorf ist ein Dorf, das Sitz einer Pfarrei ist bzw. in dem sich eine Pfarrkirche befindet. Ob diese Pfarrei noch einen eigenen Priester hat, ist dafür unerheblich. Ein Kirchdorf hingegen hat eine Kirche, die keine eigene Pfarrei besitzt, sondern nur eine Filialkirche einer anderen Pfarrei ist. Deshalb ist ein Pfarrdorf meist ein größeres Dorf.